# バッハディール・フサイノフ
バッハディール・フサイノフ（英語: Bakhadyr M. Khoussainov、ロシア語: Бахадыр Хусаинов）は計算機科学者・数学者である。ソビエト連邦で出生し教育を受けた。数理論理学、計算可能性理論、計算可能モデル理論、及び理論計算機科学の仕事で知られる。アニール・ネローデとともにオートマトン群の拡張であるオートマティック構造の理論を創設した。

## 経歴
フサイノフは1984年にノヴォシビルスク大学の数学科で学士学位を授与された。1988年、ロシア科学アカデミー会員であるセルゲイ・ゴンチャロフの指導のもと、ノヴォシビルスク大学より代数学と論理学の分野で博士候補（PhDと同等）を授与された。
1991年、フサイノフはコーネル大学に加わり、1995年から1997年にかけて、数学科のH. C. Wang助教授を務めた。
1996年、フサイノフはオークランド大学に移り、2021年に電子科技大学に移るまでの間在籍した。
フサイノフはコーネル大学、シカゴ大学、シンガポール国立大学、京都大学、北陸先端科学技術大学院大学、ウィスコンシン大学マディソン校の客員職を務めた。

## 受賞と表彰
フサイノフはCristian Calude、Sanjay Jain、Wei Li、Frank Stephanとともに、パリティゲームを決定する擬多項式時間アルゴリズムに関してSTOC2017 best paper awardを共同受賞した。この仕事に対し、フサイノフと論文の共著者はEATCS-IPEC Nerode Prizeを受賞した。2023年、中国電子科技大学に勤務する傍ら、ヨーロッパ科学・人文・法学アカデミーの外国人会員に選出された。
ニュージーランド王立協会のフェローとして、フサイノフは次の賞・名誉職・フェローシップを授与された︙
- 2020年度フンボルト賞[7]
- 2019年度エイトケン講師職（英語版）[8]
- 複数回の日本学術振興会外国人招へい研究者（2001、2012、2014）[9]
- 複数回のマースデン助成金（英語版）（2001、2004、2008、2012）[10]
- 2002年度ニュージーランド数学会（英語版）Research Excellence Award[11]